# Wiko
Wiko ist ein globales Unternehmen, welches 2011 in Marseille, Frankreich gegründet wurde und sich auf die Mobil- und Elektronikindustrie spezialisiert hat. Neben Mobiltelefonen hat Wiko sein Geschäft auf ein komplettes mobiles System erweitert, dazu gehören mittlerweile Schutz- und Universalzubehör, Wearables, Kopfhörer und Lautsprecher. Bisher werden diese Accessoires noch nicht in Deutschland verkauft (Stand Januar 2019).
Im Jahr 2018 war Wiko in mehr als 30 Ländern weltweit vertreten.
Die Smartphones von Wiko arbeiten mit dem Betriebssystem Android und fast alle Geräte (auch „Tastenhandys“) verfügen über eine Dual-SIM-Funktionalität (Ausnahmen aus dem Jahre 2016 sind: Wax 4G und UFeel Prime, beide Geräte besitzen nur einen SIM-Karten-Slot).

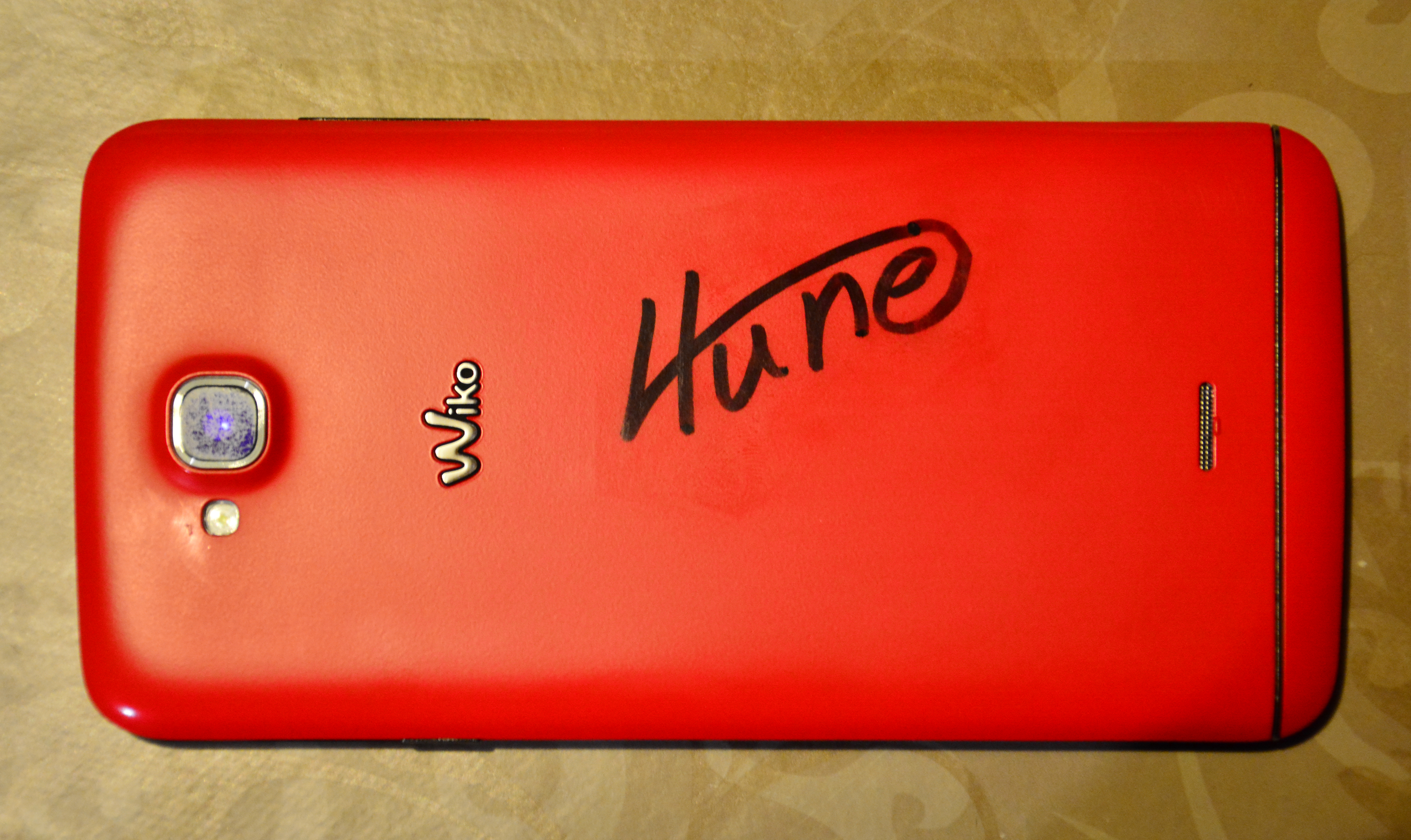
Dual-Sim Handy Slide

## Geschichte
Das Unternehmen wurde 2011 in Marseille mit dem Ziel gegründet, eine kostengünstige Alternative für Smartphones zu den am Markt agierenden Herstellern zu etablieren. Die Produktion der Geräte erfolgt in China. Die Design- und Entwicklungsabteilung sitzt nach wie vor in Marseille. Seit 2014 hält der chinesische Technologiekonzern Tinno Mobile die Mehrheit an Wiko.

## Marktsituation
2013 hatte das Unternehmen im französischen Smartphonemarkt mit 1,7 Millionen verkauften Geräten einen Marktanteil von 7 % und war im Mai 2014 auf seinem Heimatmarkt nach eigenen Angaben im Gesamtabsatz auf dem dritten Platz und beim Absatz im Onlinehandel Marktführer; dort betrug der Marktanteil 14,2 %.
2014 expandierte das Unternehmen und vertrieb seine Geräte neben Frankreich auch in Belgien, Italien, Spanien, Großbritannien und Deutschland. Dabei versuchte Wiko, Marktanteile vor allem im unteren Marktsegment zu gewinnen.
Seit Mai 2016 ist Wiko in mehr als 25 Ländern in Mittel- und Westeuropa, Afrika und Asien präsent.
Die Fachpresse nahm die Modelle sowie die französische Marke recht positiv auf. Der günstige Preis könne, so die meisten Autoren, jedoch nur durch Einsparungen bei der Qualität der verwendeten Komponenten, etwa der Kamera, erreicht werden.

## Geräte

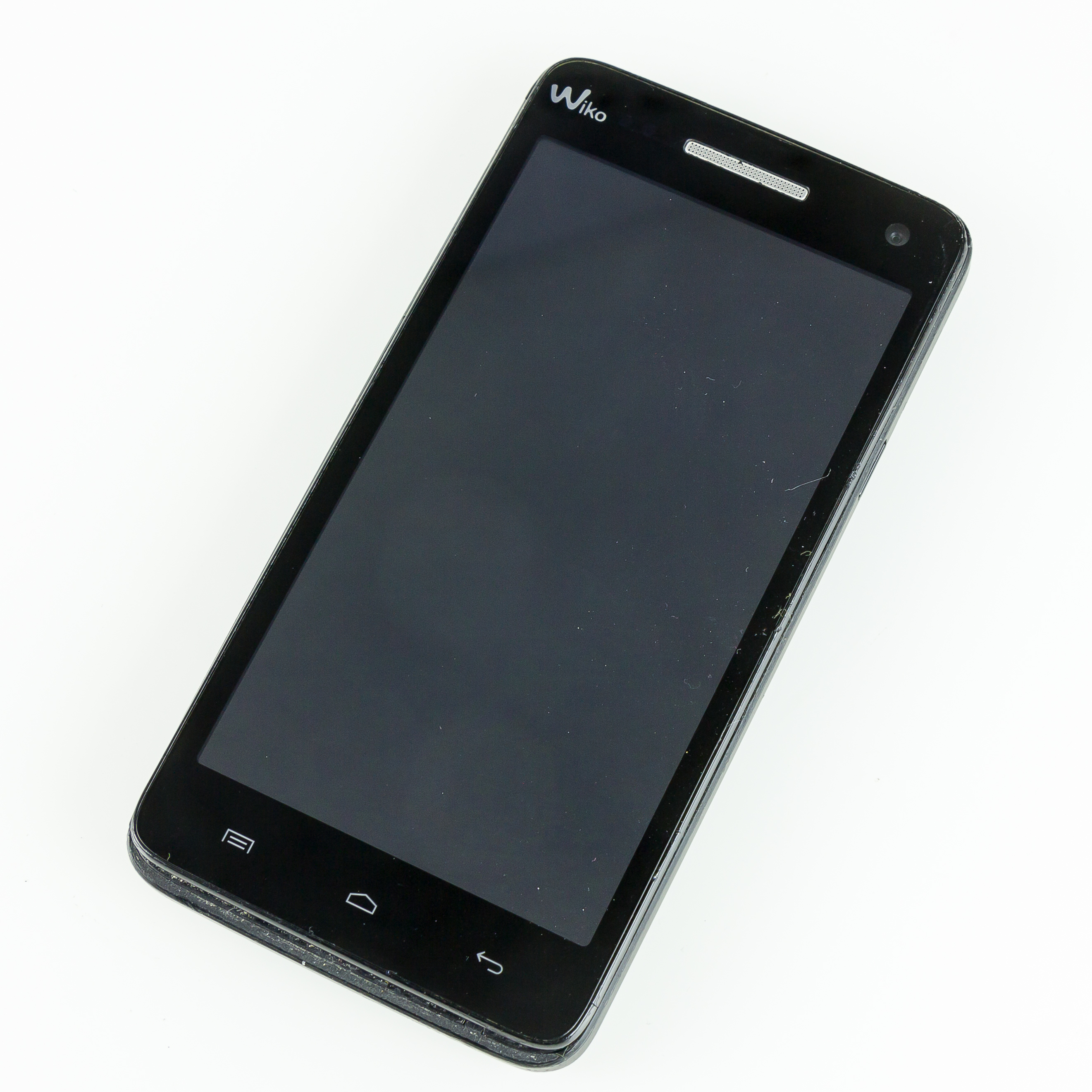
Wiko Rainbow 4G

Viele Geräte besitzen einen USB-OTG-Anschluss, nämlich einen eingeschränkt auch als Host nutzbaren USB-Anschluss mit einer üblichen Micro-USB-Buchse. Die meisten Geräte besitzen wechselbare Standardakkus.
| Modell        | Datum Einführung | Android Version | Prozessor                                                        | RAM GB | Speicher GB | Speicher- erweiterung GB | Display " | Display- auflösung px | Akku mAh | Gewicht g | LTE  | WLAN       |
| ------------- | ---------------- | --------------- | ---------------------------------------------------------------- | ------ | ----------- | ------------------------ | --------- | --------------------- | -------- | --------- | ---- | ---------- |
| Barry         | 2014/01          | 4.2             | 2 × 1,3 GHz                                                      | 0,5    | 4           | 32                       | 5         | 854 × 480             | 2000     | 155       | nein | b/g/n      |
| Highway       | 2014/03          | 4.4             | 8 × 2 GHz                                                        | 2      | 16          | 0                        | 5         | 1920 × 1080           | 2350     | 154       | nein | b/g/n      |
| Rainbow       | 2014/06          | 4.4             | 4 × 1,3 GHz                                                      | 1      | 4           | 32                       | 5         | 1280 × 720            | 2000     | 167       | nein | b/g/n      |
| Slide         | 2014/06          | 4.4             | 4 × 1,3 GHz                                                      | 1      | 4           | 32                       | 5.5       | 960 × 540             | 2350     | 166       | nein | b/g/n      |
| Lenny         | 2014/09          | 4.4             | 2 × 1,3 GHz                                                      | 0.5    | 4           | 32                       | 5         | 854 × 480             | 1800     | 174       | nein | b/g/n      |
| Lenny 2       | 2014/09          | 5.1             | 4 × 1,3 GHz                                                      | 1      | 5           | 64                       | 5         | 854 × 480             | 1800     | 156       | nein | b/g/n      |
| Highway Signs | 2014/10          | 4.4             | 8 × 1,4 GHz                                                      | 1      | 8           | 32                       | 4,7       | 1280 × 720            | 2000     | 124       | nein | b/g/n      |
| Pulp          | 2015/11          | 5.1             | Octa-Core, 1,4 GHz, Cortex A-7                                   | 2      | 16          | 64                       | 5         | 1280 × 720            | 2500     | 149       | nein | b/g/n      |
| Pulp (4G)     | 2015/11          | 5.1             | Qualcomm® Snapdragon™ 410 MSM8916, 1,2 GHz Quad-Core, Cortex-A53 | 2      | 16          | 64                       | 5         | 1280 × 720            | 2500     | 151       | ja   | b/g/n      |
| Fever (4G)    | 2015/11          | 5.1             | Octa-Core 1,3 GHz, Cortex A-53                                   | 3      | 16          | 64                       | 5,2       | 1920 × 1080           | 2900     | 143       | ja   | b/g/n      |
| Lenny 3       | 2016/06          | 6               | 4 × 1,3 GHz                                                      | 1      | 16          | 64                       | 5         | 1280 × 720            | 2000     | 177       | nein | b/g/n      |
| U-Feel        | 2016/07          | 6               | Quad-Core 1,3 GHz, Cortex A-53                                   | 3      | 16          | 64                       | 5         | 1280 × 720            | 2500     | 145       | ja   | b/g/n      |
| Lenny 4       | 2017/10          | 7.0             | Quad-Core 1,3 GHz                                                | 1      | 16          | 64                       | 5         | 1280 × 720            | 2500     | 170       | nein | b/g/n      |
| U-Pulse       | 2017/06          | 7.0             | Quad-Core 1,3 GHz                                                | 3      | 32          | 128                      | 5,5       | 1280 × 720            | 3000     | 167       | ja   | b/g/n      |
| Harry         | 2017/07          | 7.0             | Quad-Core 1,3 GHz                                                | 3      | 16          | 128                      | 5         | 1280 × 720            | 2500     | 160       | ja   | b/g/n      |
| View XL       | 2017/08          | 7.1             | Quad-Core 1,4 GHz                                                | 3      | 32          | 128                      | 5,99      | 1440 × 720            | 3000     | 171       | ja   | b/g/n      |
| View 2        | 2018/05          | 8               | Octacore 1,4 GHz                                                 | 3      | 32          | 128                      | 6         | 1920 × 1080           | 3000     | 153       | ja   | b/g/n      |
| View 2 GO     | 2018/08          | 8.1             | Octacore 1,4 GHz                                                 | 3      | 32          | 128                      | 5,93      | 1512 X 720            | 4000     | 160       | ja   | b/g/n      |
| Harry 2       |                  | 8.1             | Mediatek MT6739WA Quad-Core 1,30 GHz                             | 2      | 16          | 128                      | 5,45      | 1440 × 720            | 2900     | 150       | ja   | b/g/n      |
| View 3 pro    | 2019/03          | 9.0             | Octacore mediatek helio P60 8x2,0 GHz                            | 6      | 128         | 256                      | 6,3       | 2340 × 1080           | 4000     | 182       | ja   | a/b/g/n    |
| View 5        | 2019/09          | 10.0            | Mediatek 6762D A25, Octa-Core 1,8 GHz                            | 3      | 64          | 256                      | 6,55      | 1600 × 700            | 5000     | 201       | ja   | a/b/g/n/ac |
| View 5 Plus   | 2019/09          | 10.0            | Mediatek MT6765 Octa-Core 1,8 GHz                                | 4      | 128         | 256                      | 6,55      | 1600 × 700            | 5000     | 201       | ja   | a/b/g/n/ac |